# Ievgraf Krouten
Ievgraf Nikolaïevitch Krouten (en russe : Евгра́ф Никола́евич Кру́тень), né le 5 décembre 1890 (17 décembre dans le calendrier grégorien) à Kiev et mort le 6 juin 1917 (19 juin dans le calendrier grégorien), est un as de l'aviation de l’armée de l'air impériale russe lors de la Première Guerre mondiale.

## Formation
Ievgraf Krouten est formé au corps des cadets Vladimir de Kiev, dont il sort en 1908, puis à l’école d'artillerie Constantin (à Saint-Pétersbourg) qu’il quitte en 1911. Passionné d’aviation, il obtient en août 1913 sa mutation d’une division d’artillerie dans la toute jeune armée de l’air. Il sert alors à Kiev, sous les ordres de Piotr Nesterov dont il devient l’observateur lors des manœuvres d’automne 1913. En janvier 1914, Krouten est transféré à l’école d’aviation de Gatchina afin d’y suivre une formation de pilote.

## Première Guerre mondiale
Krouten obtient son brevet de pilote en septembre 1914 et est immédiatement affecté au front. Il effectue des cols de reconnaissance et des bombardements qui lui valent une croix de Saint-Georges. Le 6 mars 1915, aux commandes d’un Voisin III, Krouten gagne son premier combat aérien et reçoit l’ordre de Sainte-Anne de 4e classe. Il participe au premier raid de bombardement nocturne de l’aviation russe.

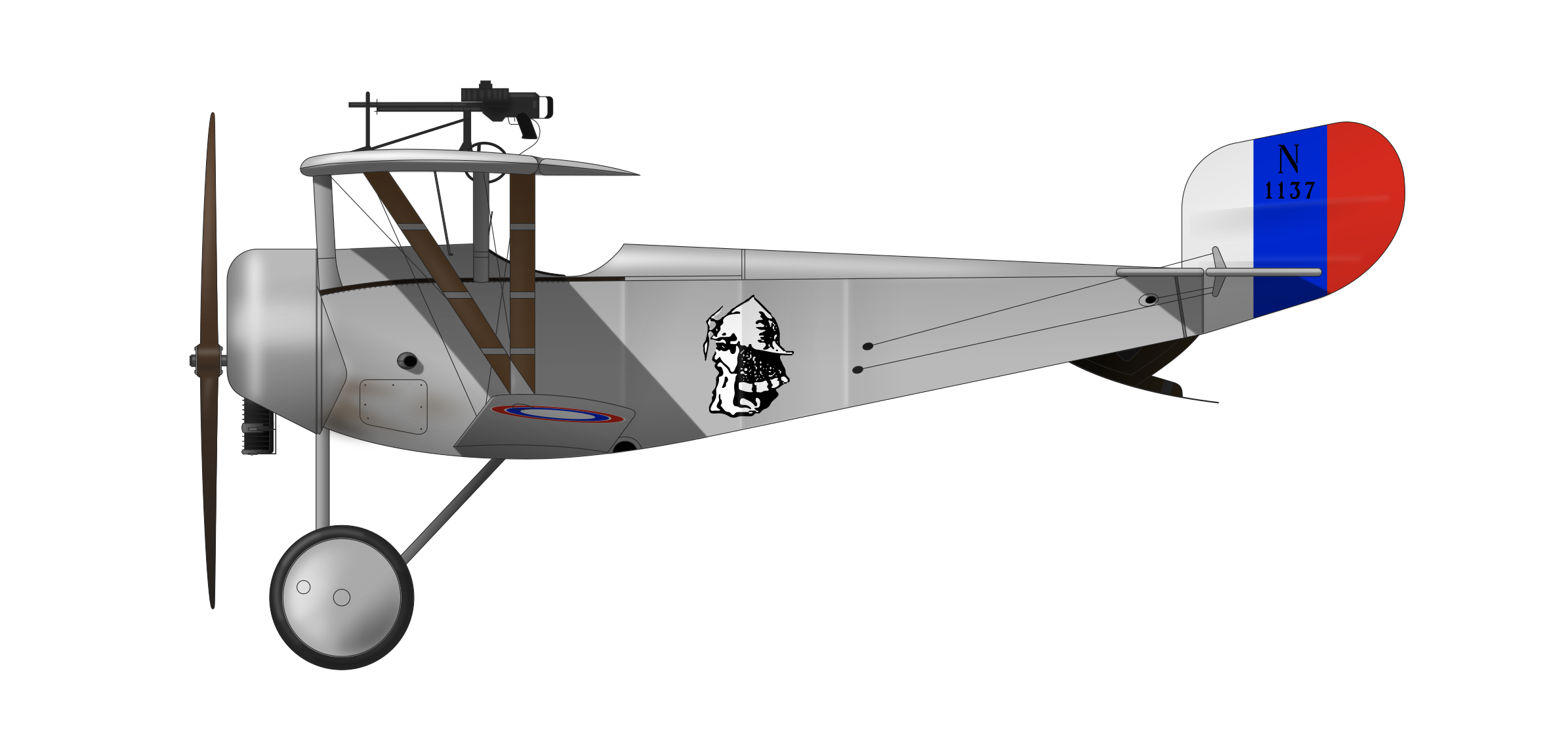
Le Nieuport 11 de Ievgraf Krouten (juillet-août 1916).

Début 1916, l’unité de Krouten est équipée de Nieuport 11, avec lesquels il enregistre deux victoires supplémentaires en août 1916. En novembre, Ievgraf Krouten est envoyé en France pour un entraînement conjoint avec les pilotes français. En janvier 1917 il est affecté à Pau puis à l’école de tir aérien de Cazaux. En février 1917, volant dans l’escadrille d’Antonin Brocard, Krouten est crédité d’une victoire supplémentaire. Il retourne en Russie en mars 1917.
Il commande un groupe de Nieuport 17 et 21 basé non loin de Tarnopol, obtenant 3 victoires aériennes en mai et juin.
Le 19 juin 1917, l’avion de Krouten s’écrase à l’atterrissage, Ievgraf Krouten meurt dans l’accident.